# Radcliffova linie

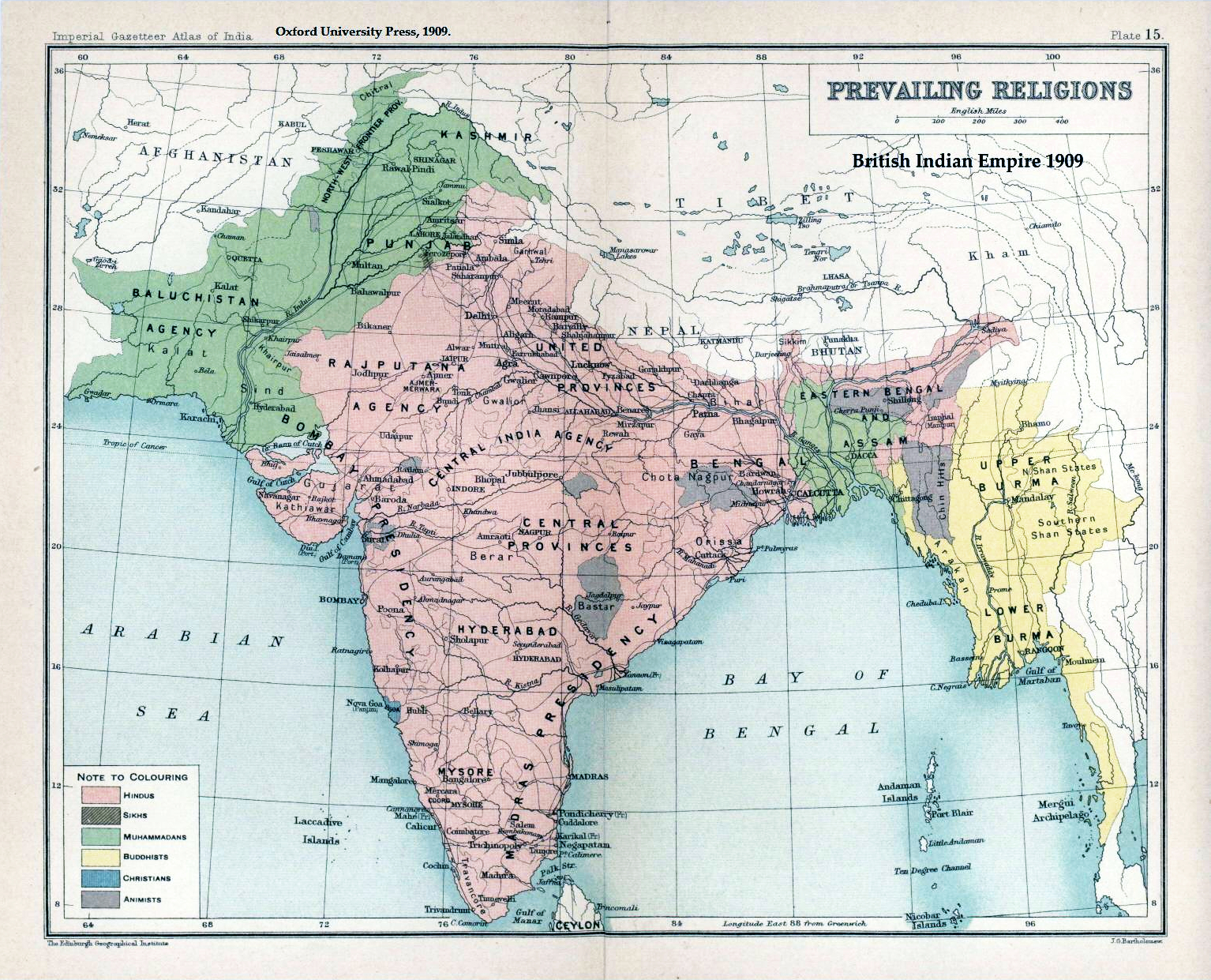
Převažující náboženství v regionech Britské Indie v roce 1909

Radcliffova linie (anglicky Radcliffe Line) je označení pro linii, dělící Paňdžáb na indickou a pákistánskou část a Bengálsko na indickou a bangladéšskou (před vznikem Bangladéše východopákistánskou) část.
Jméno Radcliffova linie je odvozeno od Cyrila Radcliffa, předsedy rozhraničovacích komisí, které linii stanovily.

## Historie
18. července 1947 schválil britský parlament Zákon o nezávislosti Indie, který nařídil demarkaci hranic dominií Indie a Pákistánu. Demarkace měla být provedena do noci ze 14. na 15. srpna 1947. Předsedou dvou rozhraničovacích komisí, paňdžábské a bengálské, byl jmenován londýnský právník Cyril Radcliffe. V obou komisích byli též vždy dva muslimové a dva hinduisté. Cyril Radcliffe doručil indickému místokráli svůj verdikt (soubor map a doprovodný text) již 13. srpna 1947. Rozhodl v podstatě sám – domorodí členové komise nebyli schopni se dohodnout. Indický místokrál (Louis Mountbatten) premiéry nově vzniklých dominií (dominium Indie a dominium Pákistán) Džaváharlála Néhrúa a Líákata Alího Chána s výsledkem práce obou komisí seznámil až 16. srpna 1947. Ve veřejnou známost pak tento výsledek vstoupil až následujícího dne.
Po zveřejnění Radcliffovy linie se naplno rozběhla vlna náboženských masakrů a započalo masové stěhování obyvatelstva do nově vzniklých států podle náboženské příslušnosti (muslimové do Pákistánu, hinduisté a sikhové do Indie). Celkový počet obětí na životech se odhaduje na 250 000 až dva milióny lidí. Nejhůře dopadl Paňdžáb, kde se přestěhovalo až deset miliónů lidí.